# Dusk Diver 酉閃町

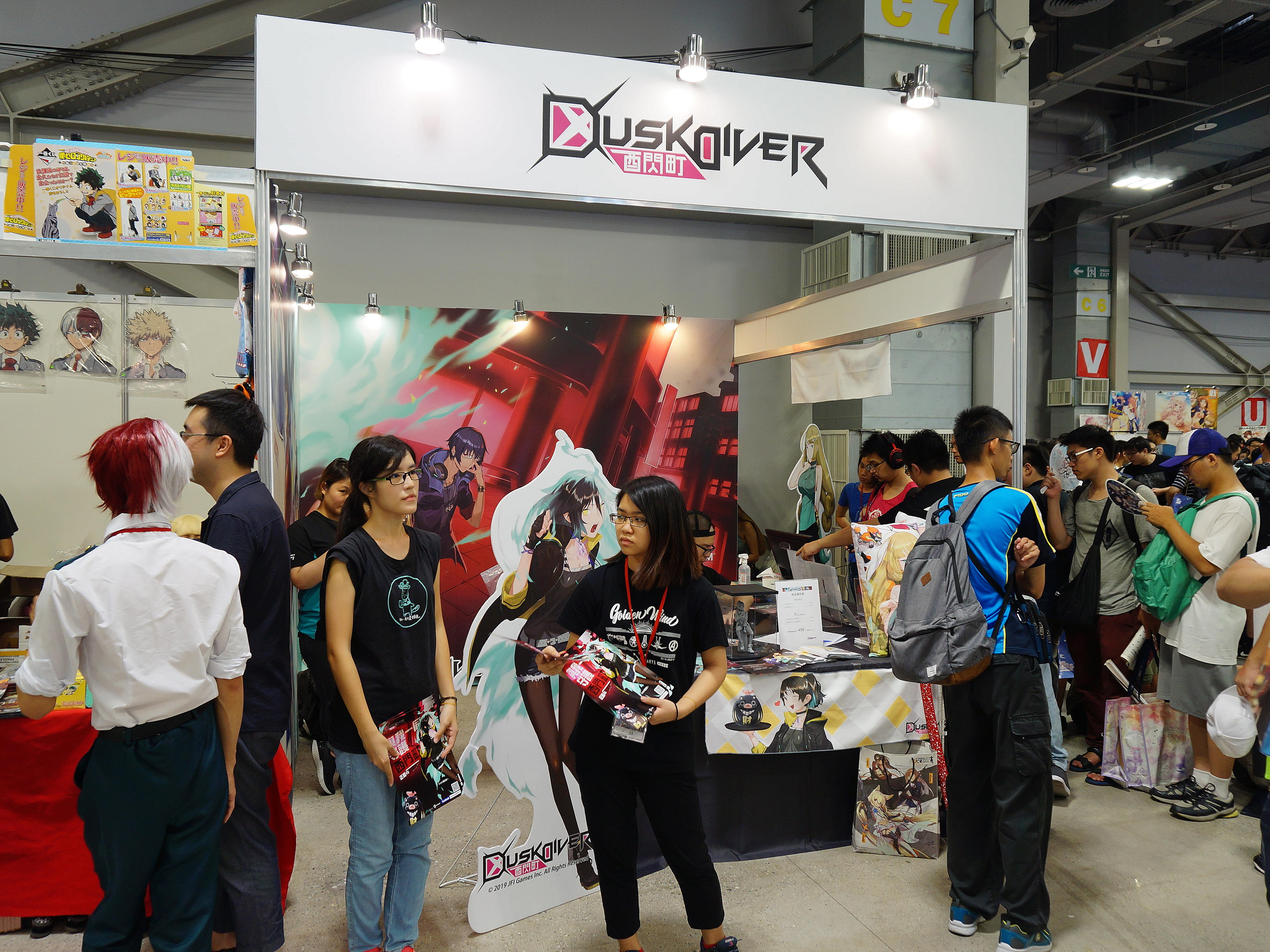
FF34でのDusk Diverブース（2019年7月、台北市）

『Dusk Diver 酉閃町』(ダスクダイバー ゆうせんちょう)は、台湾のゲーム開発会社競鋒國際（JFI Games）から2019年に発売されたコンピュータゲームである。

## 概要
JFI Gamesの開発チームJERAによって企画開発されている「絆と連撃のACT」。
本作は台湾の台北市西門町とその表裏一体の存在となる異界の街「酉閃町」を舞台とする。プレイヤーは高校生のヤン・ユモを操作し西門町と酉閃町を行き来しながら厄禍(わざわい)と呼ばれる敵と戦うこととなる。
本作のマップは実在の店舗が実名で登場するなど、西門町の街並みが忠実に再現されている。
言語は吹き替えありの中国語版、日本語版と、吹き替えなしの英語版から自由に選択可能。
なお、日本語吹き替えの理由について開発チームは「日本の声優ファンの台湾ユーザーの為には日本語吹き替えも必要不可欠」「よりキャラクターに感情移入できるようにするため」としている。
2019年3月26日にSteamでアーリーアクセス版がリリースされ、同年10月24日にNintendo SwitchとPS4に向けた発売された。

## システム
本作は、大まかに西門町での探索パートと酉閃町での戦闘パートに分かれる。
西門町ではストーリー進行に関わるイベントのほか、仲間とのイベントが発生する。
各所のお店では食事が可能でメニューに応じて戦闘時にプラスの効果をもたらす。
西門町での拠点となるコンビニではユモたちの服を着せ替えたり、アイテムの購入、クエストの受注ができる。
酉閃町ではギミックを解いて進みながら厄禍と戦う。
戦闘ではユモは格闘のほかSPを消費して「守り神」を召喚して戦うことができ、守り神の攻撃はユモの直前のコンボによって変化する。
より多くのSPを消費して必殺技を発動することもできる。
召喚攻撃でダメージを与えるとTPが溜まり、これを最大まで溜めると「D武装」を発動できる。この状態では攻撃が強化され、さらに必殺技が「D武装フィニッシュ」に変化する。
守り神はクエストクリアまたは西門町で一緒に行動することでレベルが上がり、特定のクエストをクリアすることでより強力な技を習得できる。
本作にはガードが存在しないが、敵の攻撃に合わせて回避することでジャスト回避となり、無敵時間とSP回復のボーナスを得られる。ただしこれにはクールタイムがあり連続しての発動はできない。
西門町と酉閃町の各所には龍脈石の欠片というアイテムが落ちている。これはストーリー進行に必要となるほか、これの入手時に手に入るスキルポイントでユモと守り神を強化することができる。

## 登場人物
※キャストは日本語版/中国語版の順。

### 人間
ヤン・ユモ
声 - 佐藤利奈/穆宣名
本作の主人公である高校2年生。守り神の力を吸収する能力を持ち、力を失った守り神は小さな動物の姿(コア形態と呼ばれる)になってしまう。ユシャと西門町に遊びに来ていたところ酉閃町に迷い込み、厄禍の攻撃をうけるがリーオウに助けられる。このときリーオウの力を吸収したことから厄禍との戦いに巻き込まれる。
めんどくさがり屋ではあるものの、家庭環境が苦しかった時期があったため、それなりに根性はある。
リウ・ユシャ
声 - 山田唯菜/郭蔓萱
ユモの親友。優等生で、親とは離れて寮生活をしている。食べるのが好き。

### 崑崙人(こんろんじん)
崑崙界という別次元から来た人たちで、人間界では人の姿で活動している。
リーオウ
声 - 竹内良太/柯至訓
石獅子の一族で、西門町の守り神であると同時に酉閃町の危機管理責任者でもある。表向きはコンビニの店員だが、店長とともに厄禍と戦っている。近接戦闘を得意とする。ユシャと同じく食べるのが好きで西門町の食べ物に詳しい。
バッへ
声 - 山中真尋/呂紹綸(小眼先森) 
本来の姿はコウモリ。果物と音楽が好き。鎌とギターを使って戦う。育ちは悪くないものの、人間界に来て間もないため非常識な行動をとることがある。
リ・ヴェーダ
声 - 種﨑敦美/林美秀 
本来は魚の姿をしている。もともと北方の海に住んでいたが、人間界を気に入って以来、モデル業で生計を立てる傍ら淡水河の主をしている。銃と水を使って戦う。
店長
声 - 志田有彩/王瑞芹 
コンビニTunaz Martの店長。台湾黒熊の置物の姿をしており、何らかの理由により人間の姿になることはできない。守り神の力を吸収できるユモを厄禍との戦いに利用しようとする。お金への執着が強い。

### その他
ネメア
声 - 水桐けいと/沈諠婈
酉閃町に封印されている謎の少女。ゲームを一度クリアすると仲間にすることができる。

## 評価
4Gamer.netのitoは、本作の物語について、シリーズもののテレビアニメを見ているようだったと評価している。